# Arthopyrenia pygmaea
Arthopyrenia pygmaea är en lavart som beskrevs av Gunnar Bror Fritiof Degelius. 
Arthopyrenia pygmaea ingår i släktet Arthopyrenia och familjen Arthopyreniaceae. Arten är reproducerande i Sverige.